# Sergio Matabuena
Sergio Matabuena Delgado (Santander, Cantabria, España, 12 de febrero de 1979) es un exfutbolista español que jugaba de centrocampista.

## Trayectoria
Debutó en Primera División en la temporada 2002-03 con el Real Racing Club de Santander, donde jugó hasta el año 2007. Tras dejar el club cántabro, fichó por el Real Sporting de Gijón, de la Segunda División. Con el equipo asturiano consiguió el ascenso a Primera División en la temporada 2007-08. Durante el mercado de invierno de la temporada 2010-11, tras su escasa participación en el Sporting, Matabuena rescindió su contrato con los rojiblancos y fichó por el Real Valladolid C. F. hasta junio de 2012, donde abandonó la práctica del fútbol.

## Clubes
| Club                          | País   | Año       |
| ----------------------------- | ------ | --------- |
| Racing de Santander "B"       | España | 1998-2000 |
| Velarde C. F.                 | España | 2000-2001 |
| Racing de Santander "B"       | España | 2001-2003 |
| Real Racing Club de Santander | España | 2003-2007 |
| Real Sporting de Gijón        | España | 2007-2011 |
| Real Valladolid C. F.         | España | 2011-2012 |